# الکساندر دوتوف

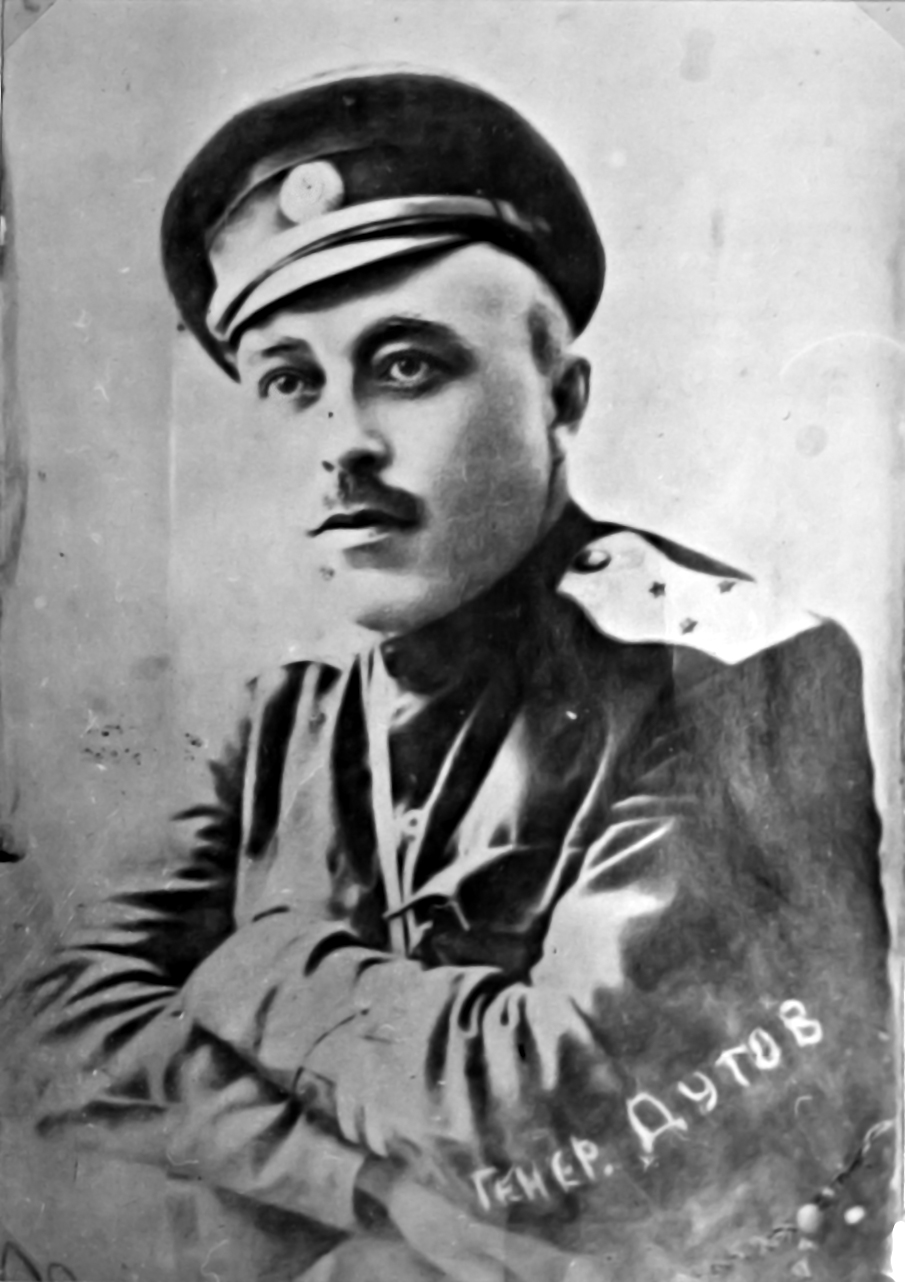
الکساندر دوتوف

الکساندر ایلیچ دوتوف (به روسی: Алекса́ндр Ильи́ч Ду́тов)،(زاده ۱۸۷۹ -درگذشته ۱۹۲۱سرهنگ ارتش و یکی از رهبران قزاق ضد انقلاب در اورالسکس (۱۹۱۹) بود.
دوتوف متولد کازالینسک در ایالت سیر دریا (در حال حاضر کازالی در قزاقستان) بود. او فارغ‌التحصیل از سواره نظام و مؤسسه مهندسی شرکت مهندسی نظامی-فنی دانشگاه نیکلایف) و از کارکنان همان آکادمی (۱۹۰۸)بود. او دستیار فرمانده از هنگ قزاق در طول جنگ جهانی اول شد. پس از انقلاب فوریه دوتوف منصوب شد به قزاق ارتش اتحادیه و سپس رئیس ضدانقلابی کنگره روسی قزاق (ژوئن ۱۹۱۷) و پس از آن رئیس ارتش دولت و به مقام آتامان در ارتش قزاق اورنبورگر رسید.